# FK Starts
El FK Starts, conocido actualmente como Saldus FK/Brocēni, es un equipo de fútbol de Letonia que juega en la Primera Liga de Letonia, la segunda división de fútbol en el país.

## Historia
Fue fundado en 1961 en la ciudad de Brocēni con el nombre CSK Brocēni, y han cambiado de nombre en varias ocasiones, las cuales han sido:
- 1961-68 : CSK Broceni
- 1968-97 : Starts Brocēni
- 1997-2004 : FK Saldus al mudarse a la ciudad de Saldus
- 2004-hoy : Saldus FK/Brocēni

En su primera temporada de existencia consiguieron ganar la Copa de Letonia, y siete años después obtienen el doblete, ya que ganaron la Virsliga y la Copa de Letonia, todos sus logros bajo el dominio soviético.
En 1991 se convirtieron en uno de los equipos fundadores de la Virsliga tras la caída de la Unión Soviética, aunque solo en esa temporada estuvieron en la máxima categoría, ya que desde entonces, el club ha estado entre la segunda y tercera categoría.

## Palmarés
- Virsliga: 1

1968
- Copa de Letonia: 1

1961, 1968